# Valoka peterseni
Valoka peterseni is een keversoort uit de familie Ptilodactylidae. De wetenschappelijke naam van de soort is voor het eerst geldig gepubliceerd in 1872 door Delève.